# Radio Seagull

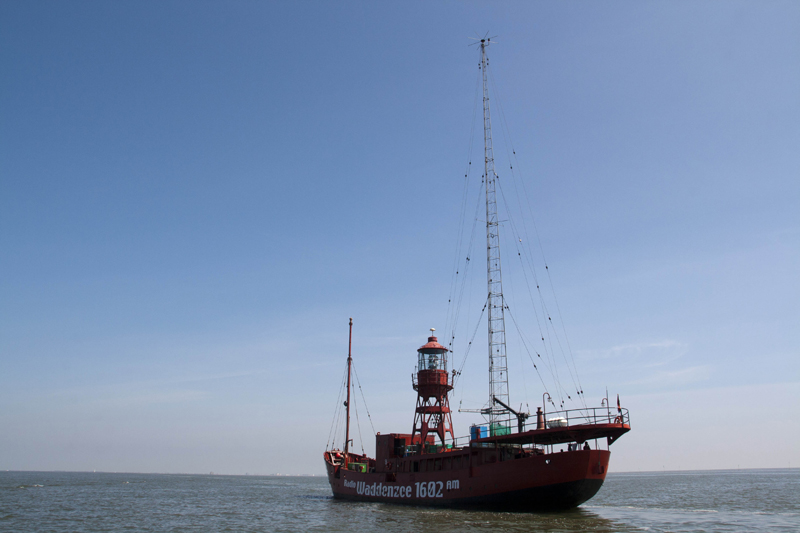
De Jenni Baynton, het radiolichtschip vanwaar de programma's van Radio Seagull worden uitgezonden.

Radio Seagull is een overwegend Engelstalig radiostation dat uitzendt van 19.00 tot 7.00 uur Nederlandse tijd via middengolf 747 kHz vanuit of nabij de Nederlandse havenplaats Harlingen. 
De zendinstallatie van het radiostation wat betreft de frequentie 1602 kHz (golflengte 187 meter) staat in Pietersbierum, even ten zuidwesten van Sexbierum. Daarnaast zendt men soms ook vanaf het in de Willemshaven in Harlingen liggende van origine Engelse lichtschip 'LV8' met de naam Jenni Baynton. Men zond  enige tijd uit van 22.00 tot 06.00 uur plaatselijke tijd uit op FM 105 MHz vanaf Tenerife en vanuit Londen op de 558 kHz in de vroege uren.

## Naam en programmering
Het station verwijst naar Radio Caroline en de Loving Awareness-mythe. In 1973 en begin 1974 was Radio Seagull de naam waaronder Radio Caroline vanaf de MV Mi Amigo uitzond. De programmering bevat veelal progressieve en alternatieve rock.